# Plaça de Sant Marc

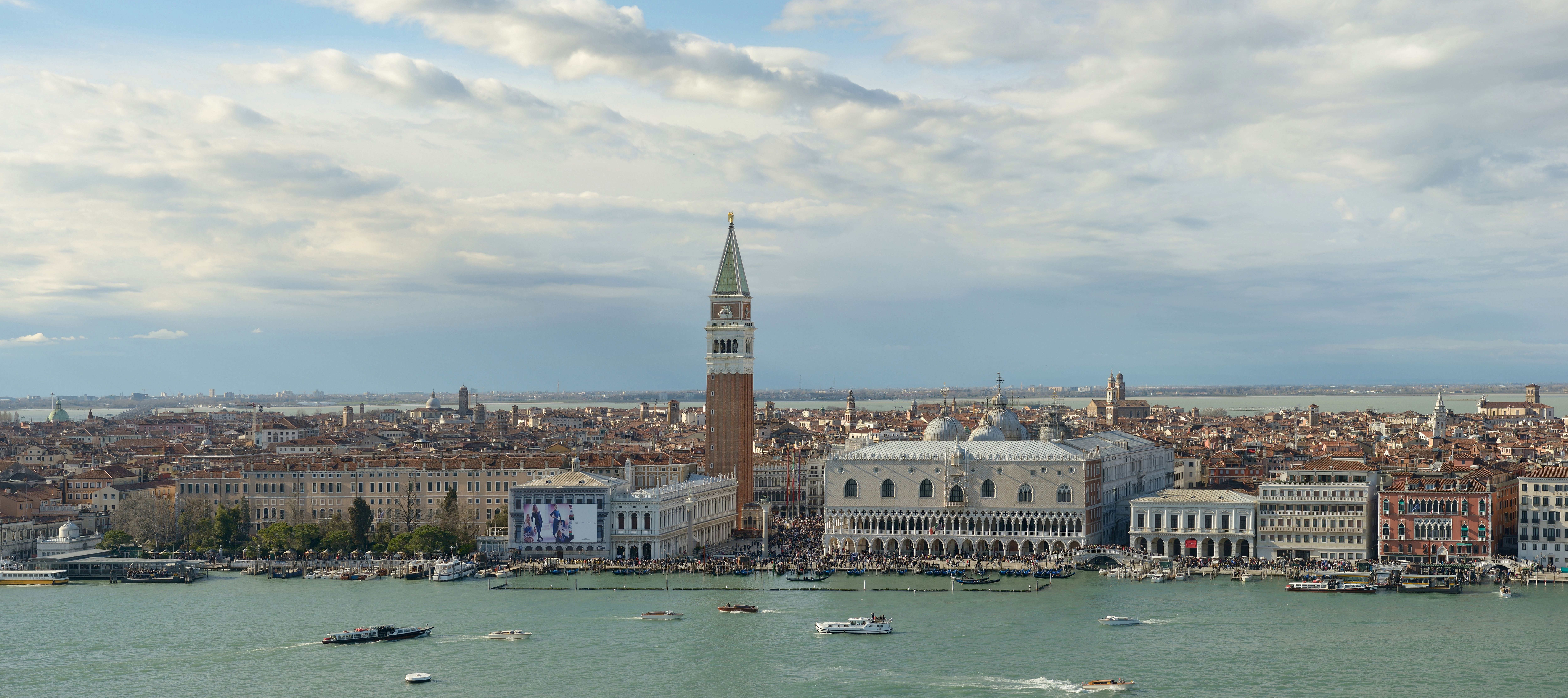
Panoràmica de la Plaça de Sant Marc.

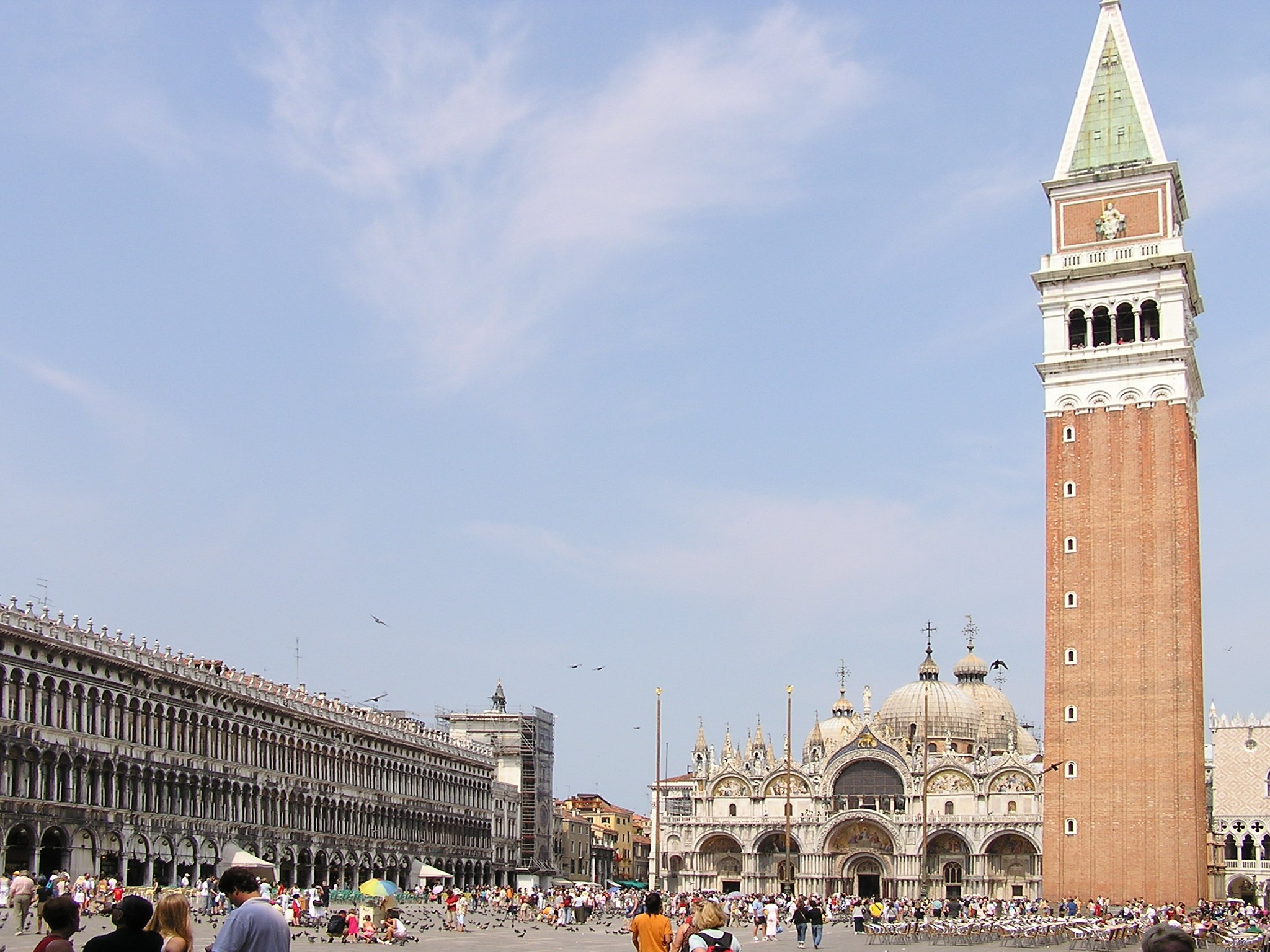
La plaça de Sant Marc de Venècia

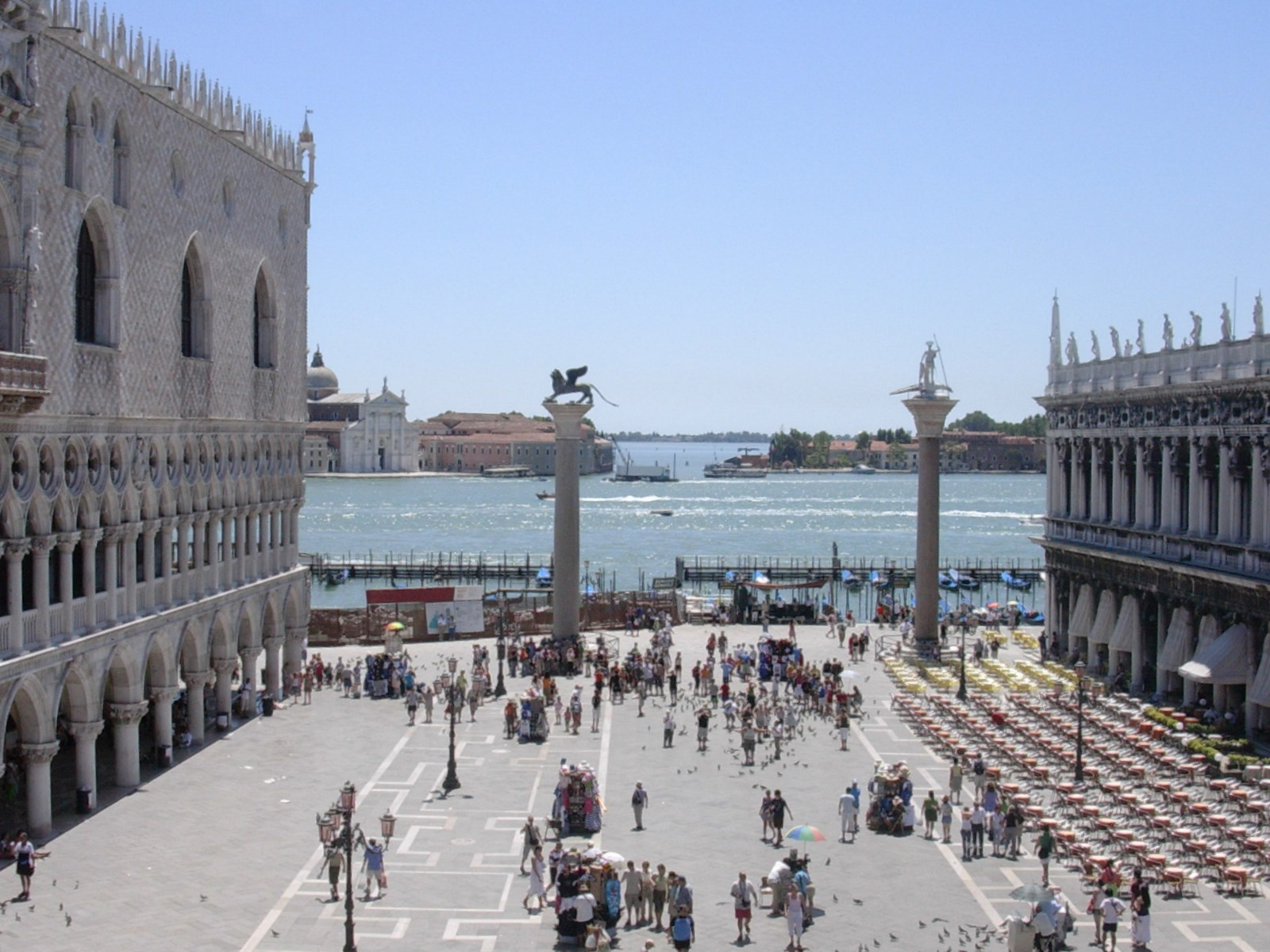
La Piazzetta de Sant Marc

La plaça de Sant Marc (en italià Piazza San Marco; en vènet Piasa San Marco) és l'«única» plaça de Venècia, i la seva principal destinació turística, abundant en fotògrafs, turistes i coloms. S'atribueix a Napoleó Bonaparte –encara que molt probablement va ser Alfred de Musset qui l'hi va donar– el sobrenom de «le plus élégant salon d'Europe» ('el saló més elegant d'Europa').
També és l'únic gran espai urbà en una ciutat europea on les veus de les persones s'imposen sobre els sons del trànsit motoritzat, el qual a Venècia es veu restringit a circular només pels canals.

## Descripció
La plaça de Sant Marc consta de tres sectors:
- La plaça pròpiament dita, que s'estén des de la basílica de Sant Marc cap al sud, tancada pels edificis de les Procuradories o Procuratie. A l'extrem nord-est s'hi alça la mola del Campanile de Sant Marc.
- La Piazzetta, annex oriental que s'estén entre la façana sud del Palau Ducal i l'edifici de la Biblioteca Marciana, que comunica amb el Bacino di San Marco, on s'alcen les famoses columnes de Sant Marc i de Sant Teodor. Ocupa l'espai de l'antiga dàrsena del Palau, posteriorment coberta de terra.
- La Piazzetta dei Leoncini, annex occidental al costat de la basílica, anomenada així per les dues estàtues de lleons arrupits que en delimiten l'àrea central, més alta.

## Història

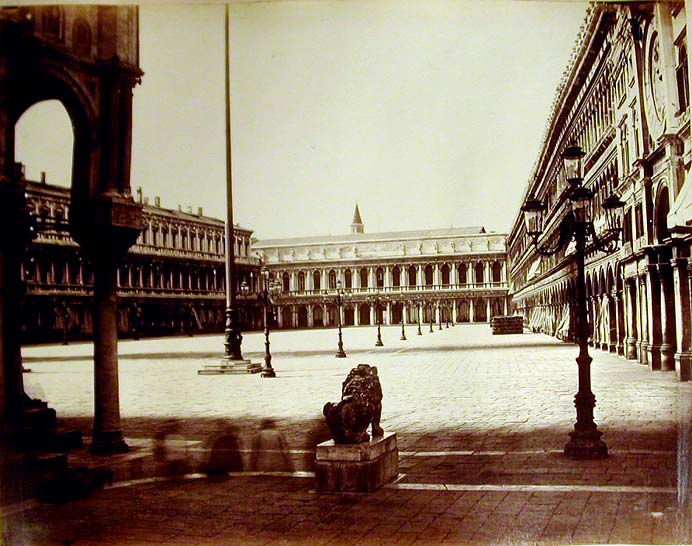
Venezia, Piazza San Marco, de Giorgio Sommer (1870)

La Piazza es va iniciar al segle ix com un petit espai davant la basílica de Sant Marc originària. Va ser eixamplada amb la seva forma i mida actuals el 1156, quan el Rio Batario, que la limitava per l'oest, i més endavant el port que havia aïllat el Palau Ducal de la plaça, es van cobrir de terra. La reestructuració es va realitzar en ocasió de la trobada del papa Alexandre III i l'emperador Frederic Barba-roja.
La plaça ha estat sempre el centre de Venècia. Hi han tingut lloc tots els esdeveniments importants de la República de Venècia i ha estat la seu de l'arquebisbat des del segle xix. S'hi han fet moltes festes i celebracions i és un lloc molt popular a Itàlia fins i tot avui en dia.
Es va pavimentar al final del segle xiii amb maons que seguien el patró d'espina de peix, amb uns rengles que permetien organitzar el mercat i les molt freqüents processons cerimonials. Després, el 1723, els maons originaris van ser substituïts per un disseny geomètric més complex a base de pedra volcànica fosca i amb faixes laterals de marbre blanc, a càrrec de l'arquitecte venecià Andrea Tirali, i es va aprofitar l'oportunitat per aixecar la plaça aproximadament un metre.

## Edificis
La plaça està dominada per la Basílica, el Palau Ducal i el campanar de Sant Marc, que s'erigeix exempt en un dels costats del palau.
Els edificis al voltant de la plaça són, en el sentit invers al de les agulles del rellotge des del Gran Canal: el Palau Ducal, la basílica de Sant Marc, la Torre del Rellotge, les Procuradories o Procuratie (l'Antiga, l'Ala Napoleònica i la Nova), el campanar de Sant Marc, la Loggetta i la Biblioteca Marciana. Una gran part de la planta baixa de les Procuratie està ocupada per cafeteries, com ara el Caffè Florian i el Gran Caffè Quadri. El Museu Correr i el Museu d'Arqueologia estan situats en alguns edificis de la plaça. El palau de la Seca és un annex de la Biblioteca Marciana que dona al Bacino de Sant Marc. Aquestes últimes construccions van ser completades durant l'ocupació napoleònica, tot i que el campanar ha estat reconstruït després del seu esfondrament el 1902.

## Inundacions

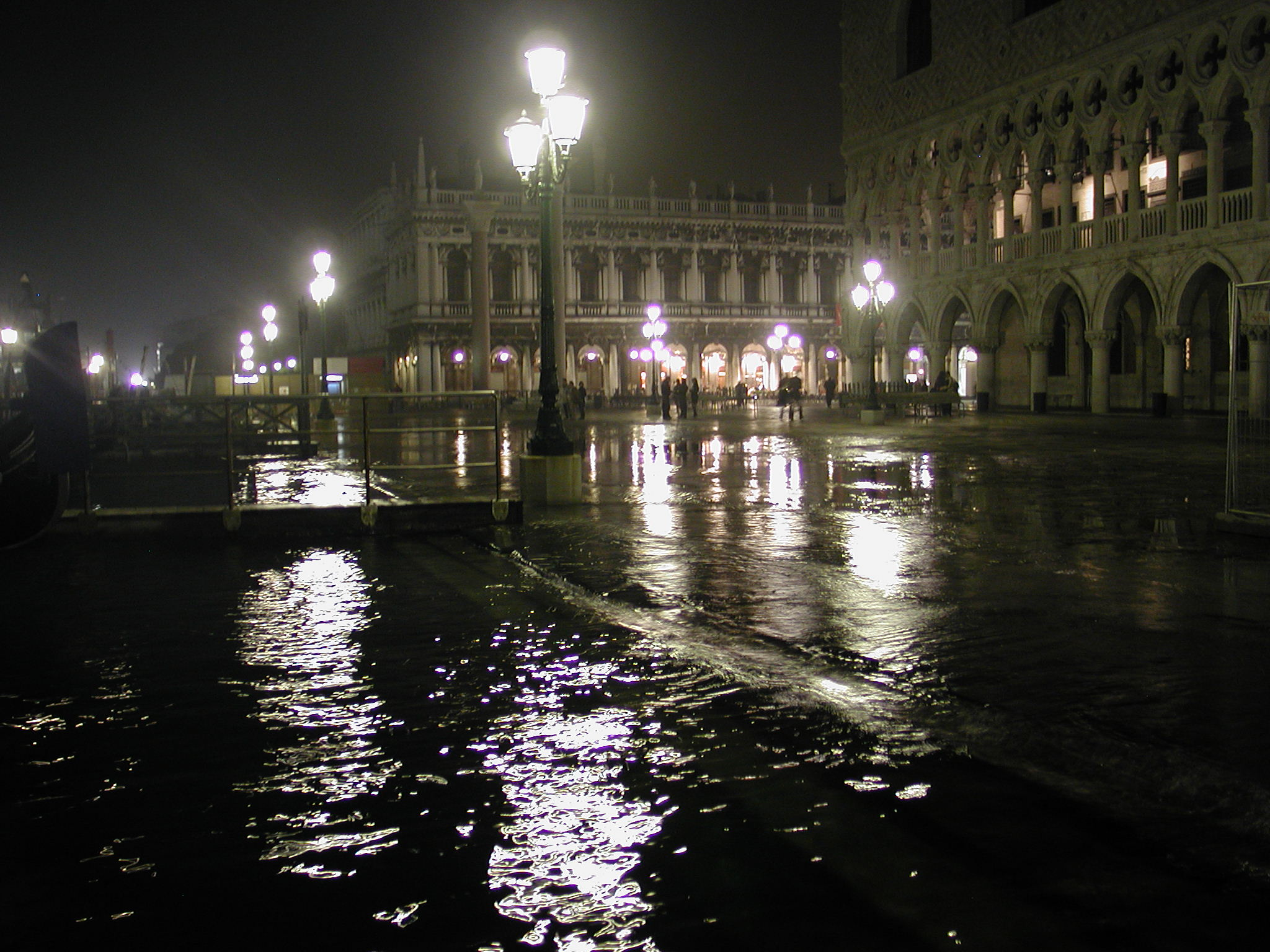
La plaça durant la inundació del 2005

La plaça de Sant Marc és el lloc topogràficament més baix de Venècia, i quan l'aigua puja a causa de les tempestes al mar Adriàtic o per un excés de pluja, és el primer lloc de la ciutat que s'inunda. Per això hi ha un sistema de drenatge que facilita que l'aigua de la plaça vagi a parar directament al Gran Canal i al Bacino di San Marco, cosa que és ideal quan plou, però en canvi quan puja la marea (en el fenomen conegut com l'acqua alta) té l'efecte invers, i l'aigua del canal puja pels forats de drenatge i inunda la plaça, per la qual cosa és habitual l'ús de passeres perquè hi pugui circular la gent.